# Sinocalamus
Sinocalamus là một chi thực vật có hoa trong họ Hòa thảo (Poaceae).

## Loài
Chi Sinocalamus gồm các loài: